# McClure (Illinois)
McClure – wieś w Stanach Zjednoczonych, w stanie Illinois, w hrabstwie Alexander.